# 巴拉那河
巴拉那河（西班牙語： [ˈri.o paɾaˈna] ⓘ；葡萄牙語： [ˈʁi.u paɾaˈna] ⓘ）是南美洲第二大河，全长4880千米，流域面积260万平方公里。

## 地理
巴拉那河发源于巴西高原东南缘的曼蒂凯拉山脉北坡，主源为格兰德河，汇合巴拉那伊巴河后，始称巴拉那河。自东北向西南，流经巴西东南部、巴拉圭、阿根廷东北部；至巴拉那折向东南，注入拉普拉塔河，流域有约一半面积属于巴西。
- 上巴拉那河段：自格兰德河、巴拉那伊巴河汇合点至阿根廷的科连特斯，长2800公里。干流穿行于森林密布的巴拉那熔岩（辉绿岩）高原区，两岸崖壁连绵，水流湍急。过波萨达斯流出高原，河面展宽，河中散布众多岩岛。沿途自左岸接纳铁特河（长1130公里）、巴拉那帕内马河（900公里）、伊瓜苏河（1320公里）等支流，至科连特斯附近，又自右岸接纳发源于巴西马托格罗索高原的最大支流巴拉圭河后，河面宽达3公里。上巴拉河及左岸支流在切过坚硬岩层或流经边缘山地进入平原地带时，多陡落成急流瀑布，蕴藏着丰富的水力资源（巴西水力蕴藏量的一半以上），著名的有瓜伊拉瀑布。

- 下巴拉那河段：长1200公里。自北向南流贯拉普拉塔平原，成为平原型河流，河谷宽坦，右岸低洼多沼泽，流速缓慢（1.1米／秒），在科连特斯下河面展宽至8公里。自迪亚曼蒂开始进入三角洲，主流宽7公里，向东分出众多汊流形成三角洲，宽18～70公里，长350公里，面积1.4万平方公里（1970年），冲积物每年约16500万吨，地势低洼，河网如织。从迪亚曼蒂至河口长约321公里，河流分为多股叉道进入拉普拉塔河。

### 气候
流域内降水丰富，一般巴拉圭河以西地区年降水量不足1000毫米，以东地区为1000～1500毫米，局部可达2000毫米，以夏雨为主。上游地区气候湿热；夏季（11月～次年4月）多雨，冬季干旱，年雨量约152厘米，自东向西递减。中下游地区属亚热带气候，雨量较少，三角洲年雨量约99厘米。

### 水文
主流水量充沛，河口年均流量17290立方米／秒，最高流量6.5万立方米/秒（1905年），最低流量2450立方米/秒（1945年）。流量季节变化大，洪水期（10月～翌年2月）可达45000立方米／秒，枯水期（8～9月）仅6200立方米／秒。水源的大部分来自东部，巴拉圭河水系只提供25％。由于巴拉圭河沿岸沼泽广布，拦蓄了上游洪水，造成该河与上巴拉那河汛期错开，5～6月间干流还有一次小汛。

## 图片

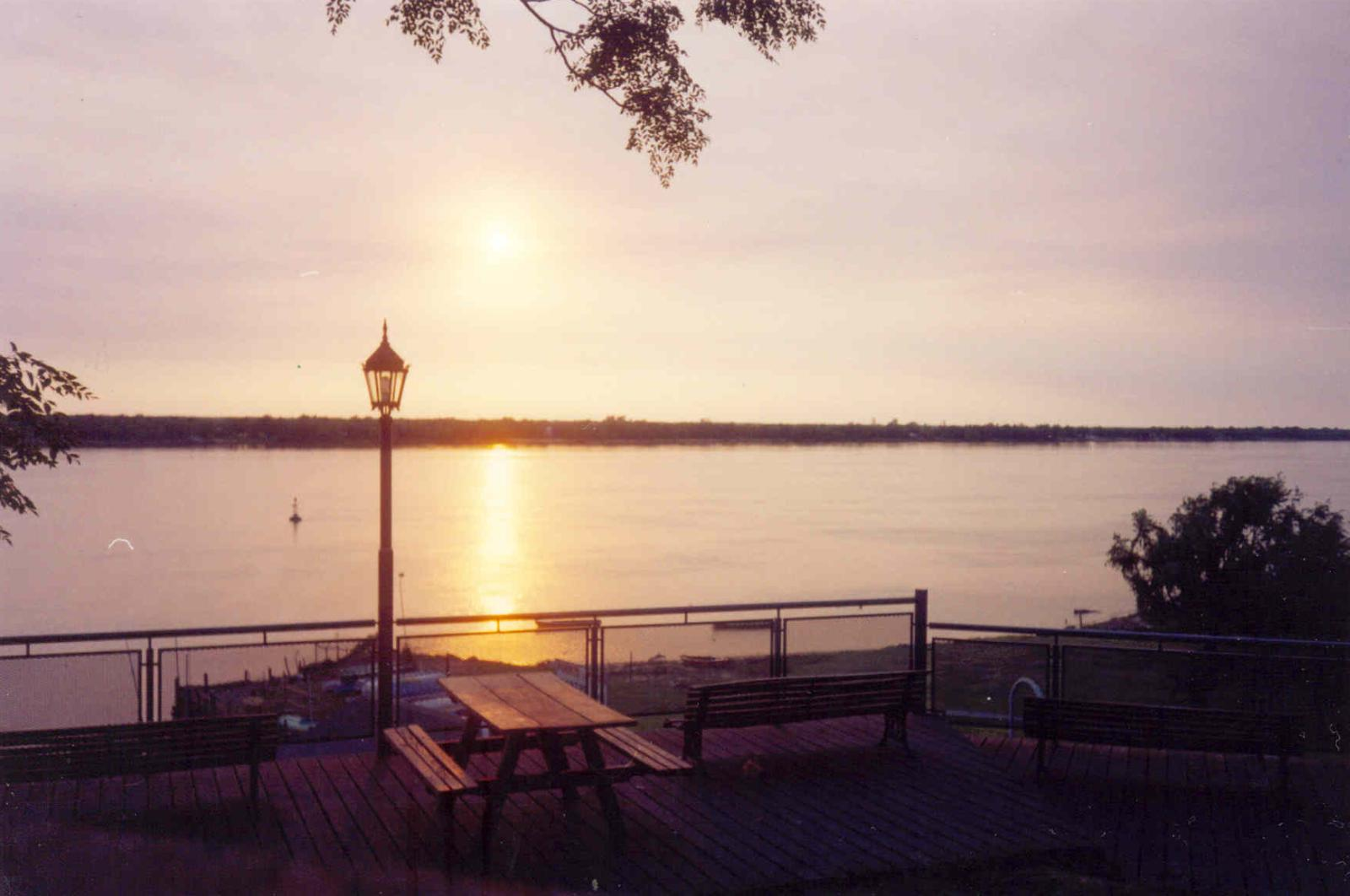
巴拉那河的日出，在阿根廷罗萨里奥东北部
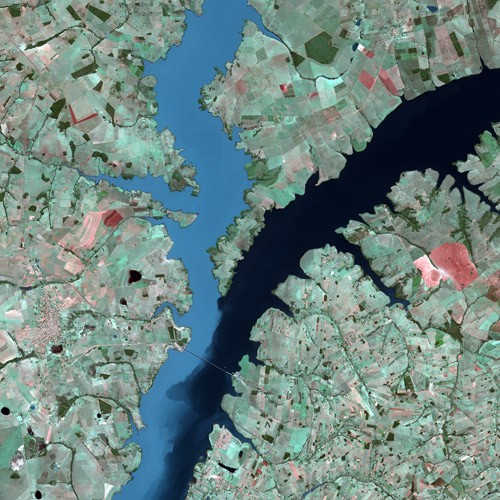
卫星遥感图
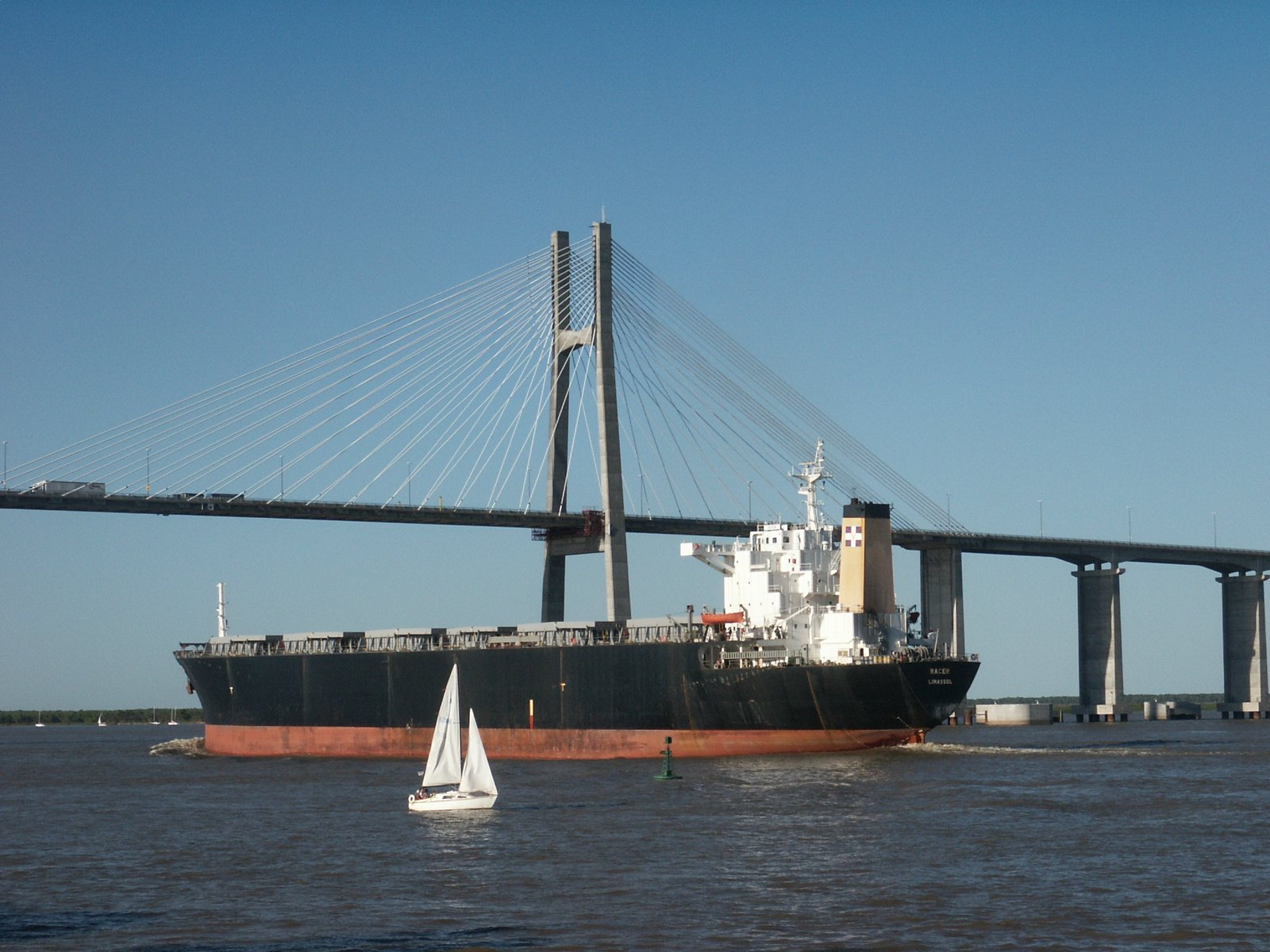
罗萨里奥-维多利亚桥